# Mise hors
La mise hors ou mise hors tout désignait la préparation d'un bateau avant son départ, autrement dit son carénage, son armement,  son avitaillement et l’établissement de son rôle d'équipage. La liste des différents postes comptables diffère d'un armateur à l’autre, mais en général, il s'agit de l’affectation des sommes dont l’armateur rend compte aux affréteurs après l’appareillage du navire,.

## Définition
La « mise hors » est l'action de donner à un bâtiment les moyens en homme et en matériel pour lui permettre de s'acquitter d'une mission spécifique. Il comprend  : l'achat du bateau, son carénage ou son radoub, certains de ses aménagements, les avances de solde pour son équipage et son avitaillement,.

## Spécificité du commerce négrier
Pour transporter des captifs, il n'existait pas de bateau particulier. Le capitaine faisait installer dans la partie de l'entrepont destinée aux hommes, un faux pont à mi hauteur afin de pouvoir transporter un maximum de captifs.